# Рыба-тряпка
Рыба-тряпка, или тряпичник (лат. Icosteus aenigmaticus), — вид лучепёрых рыб из монотипического семейства икостеевых  (Icosteidae), которое выделили в монотипический отряд икостеобразных (Icosteiformes). Распространены в умеренных водах северной части Тихого океана. Батипелагические рыбы, обитающие над материковым склоном на глубине до 1420 м. Максимальная длина тела 213 см.

## Описание
Тело сильно сжато с боков. Большая часть скелета состоит из хрящей, что делает тело рыбы гибким и податливым. Однако тело не «вялое как тряпка», как описывалось в ранних работах, поскольку кожа толстая и жёсткая. У молоди тело покрыто чешуёй, у взрослых особей чешуя отсутствует. Молодые и взрослые особи сильно отличаются по внешнему виду и первоначально были описаны как разные виды. Переход во взрослую форму происходит при стандартной длине тела от 40 до 60 см. У молоди тело высокое, а у взрослых — удлинённое, эллипсовидной формы. Глаза маленькие. Рот большой, конечный. Зубы на обеих челюстях мелкие, конической формы, посажены равномерно, близко друг к другу, расположены одной полосой. На первой жаберной дуге 7—17 жаберных тычинок. Жаберные перепонки раздельны и не приращены к истмусу. В длинном спинном плавнике 50—56 мягких лучей. В анальном плавнике 33—44 мягких лучей. У молоди спинной и анальный плавники высокие, по мере роста рыб их высота существенно уменьшается. Грудные плавники веерообразные, с 20—22 мягкими лучами. Брюшные плавники есть у молоди, но отсутствуют у взрослых особей. Хвостовой стебель длинный и узкий. Хвостовой плавник крупный и веслоподобный, округлый у ювенильных, усечённый или с небольшой выемкой у взрослых особей. Плавательный пузырь отсутствует. Позвонков 66—70.

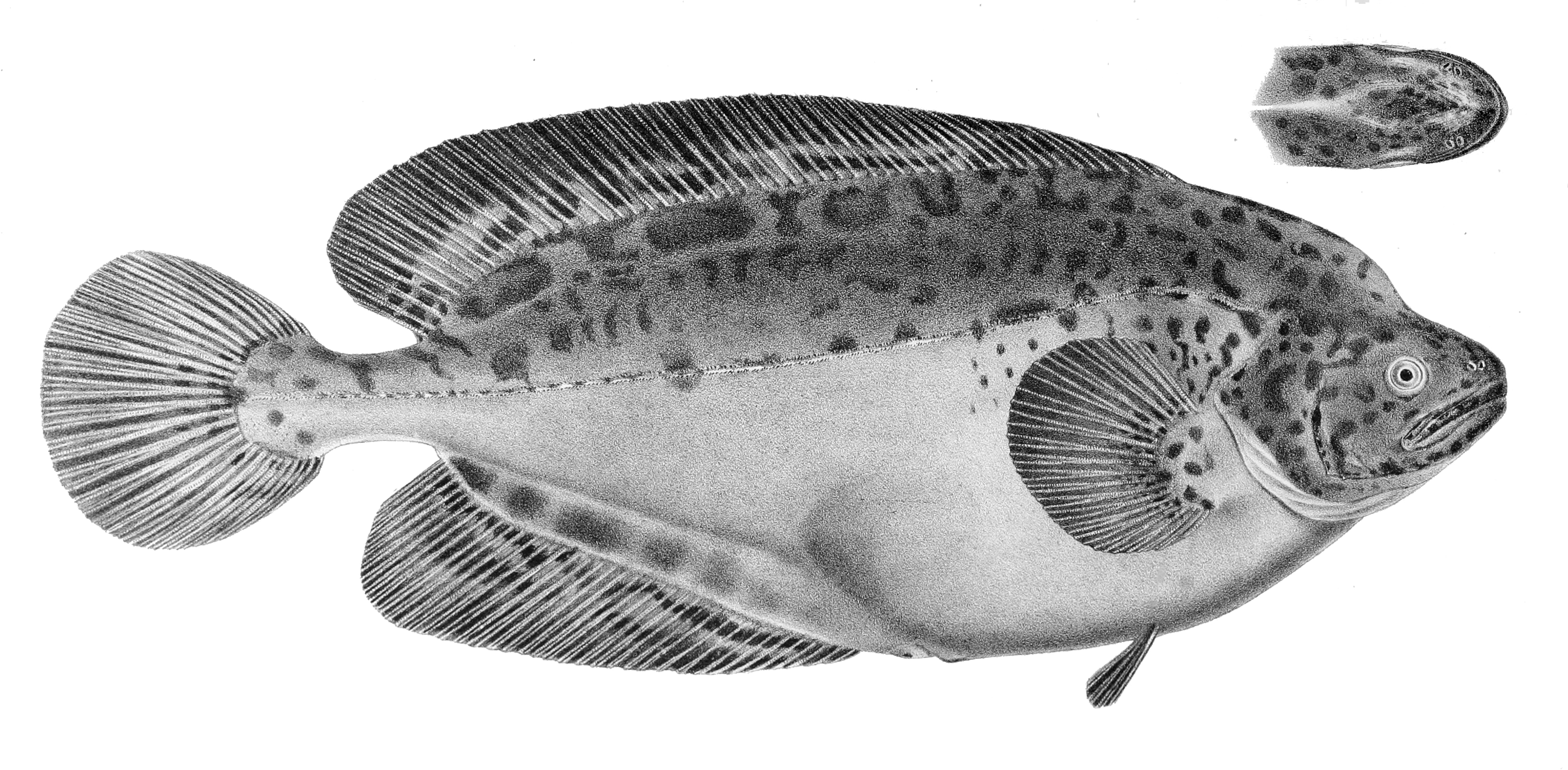

Молодь светло-коричневого цвета с разбросанными по телу и голове жёлтыми и фиолетовыми пятнами; более светлые пятна на плавниках. Взрослые особи однотонного пурпурно-коричневого цвета.
Максимальная длина тела 213 см.

## Биология
Рыба-тряпка является довольно редким видом и поэтому её биология практически не изучена. Ранее считалось, что рыба-тряпка питается медузами, кальмарами, ракообразными и мелкими рыбами. Однако в ходе дальнейших исследований в желудочно-кишечном тракте представителей данного вида рыб не было обнаружено остатков кальмаров, карапаксов ракообразных и костей рыб. Полагают, что основу питания составляют медузы, и, возможно, в меньшей степени гребневики и сальпы.

## Ареал и места обитания
Распространены в северной части Тихого океана от Японии до Аляски и далее на юг до Калифорнии. Молодь обитает в мелководных участках моря или в открытых водах у поверхности. Взрослые особи перемещаются в глубоководные участки и встречаются вблизи дна на глубине до 1420 м.